# Isabella Leonarda
Isabella Leonarda   (Novara, 6 de setembre de 1620 - Novara, 25 de febrer de 1704) fou una compositora italiana del barroc. Abadessa del convent de Santa Úrsula de la seva vila nadiua, dedicà el seu temps de descans a cultivar la música i escriví moltes composicions religioses.
Pel que fa a la composició, fou una autora molt celebrada a la seva ciutat. Probablement Leonarda va estudiar amb Elizabeth Casata, organista del convent, i Gasparo Casati, mestre de capella de la catedral de Novara, que publicà algunes de les seves obres. A més de compositora, instructora de música i cantant, també va ocupar càrrecs de responsabilitat en el convent, on havia ingressat als setze anys: en fou superiora des de 1686, després mare vicària des de 1693 i consellera a partir de 1700.
La seva obra compositiva aplega 200 peces. Inclou principalment motets en solitari, d'intensa expressivitat i hàbil construcció. I també concerts sagrats per a dues, tres i quatre veus, lletanies, música per a Vespres, principalment en llatí però ocasionalment en italià. Les seves obres instrumentals són aparentment les primeres sonates publicades per una dona: onze sonates de trio i una sonata per a violí i baix continu.
L'obra de Leonarda es va descobrir a França, quan el compositor francès Sebastien de Brossard tingué accés a alguna de les seves peces i en parlà amb admiració: «Totes les obres d'aquesta il·lustre i incomparable Isabella Leonarda són tan belles, tan gracioses, tan brillants, i alhora tan enteses i tan sàvies... que em dol no tenir-les totes.»

## Obra més important
- Motetti a tre voci, libro primo (Milà, 1665);
- Motetti a una, due e tre voci con violini o sensa (Bolonya, 1687);
- Vespere della Beta Maria Virgine a capella e Motetti concertati a piu voci (Bolonya);
- Messe a quattro voci concertate con stromenti e motetti a una, due e tre voci, pure con stromenti (Bolonya, 1696).